# 黒坂駅
黒坂駅（くろさかえき）は、鳥取県日野郡日野町黒坂字上堀にある西日本旅客鉄道（JR西日本）伯備線の駅である。

## 歴史
- 1922年（大正11年）11月10日：鉄道省伯備北線（現・伯備線）根雨駅 - 当駅間延伸時に終着駅として開設[1]。
- 1923年（大正12年）11月28日：伯備北線当駅 - 生山駅間延伸、途中駅となる。
- 1928年（昭和3年）10月25日：伯備北線が伯備線の一部となり、当駅もその所属となる。
- 1963年（昭和38年）2月1日：貨物取扱廃止[1]。
- 1971年（昭和46年）2月1日：業務委託駅化（日本交通観光社受託）[2]。同時に跨線橋を設置[2]。
- 1984年（昭和59年）2月1日：荷物扱い廃止[1]。
- 1985年（昭和60年）3月14日：簡易委託駅化[3]。
- 1987年（昭和62年）4月1日：国鉄分割民営化に伴い、JR西日本の駅となる[1]。
- 2006年（平成18年）4月1日：簡易委託解除、終日無人駅化。

## 駅構造

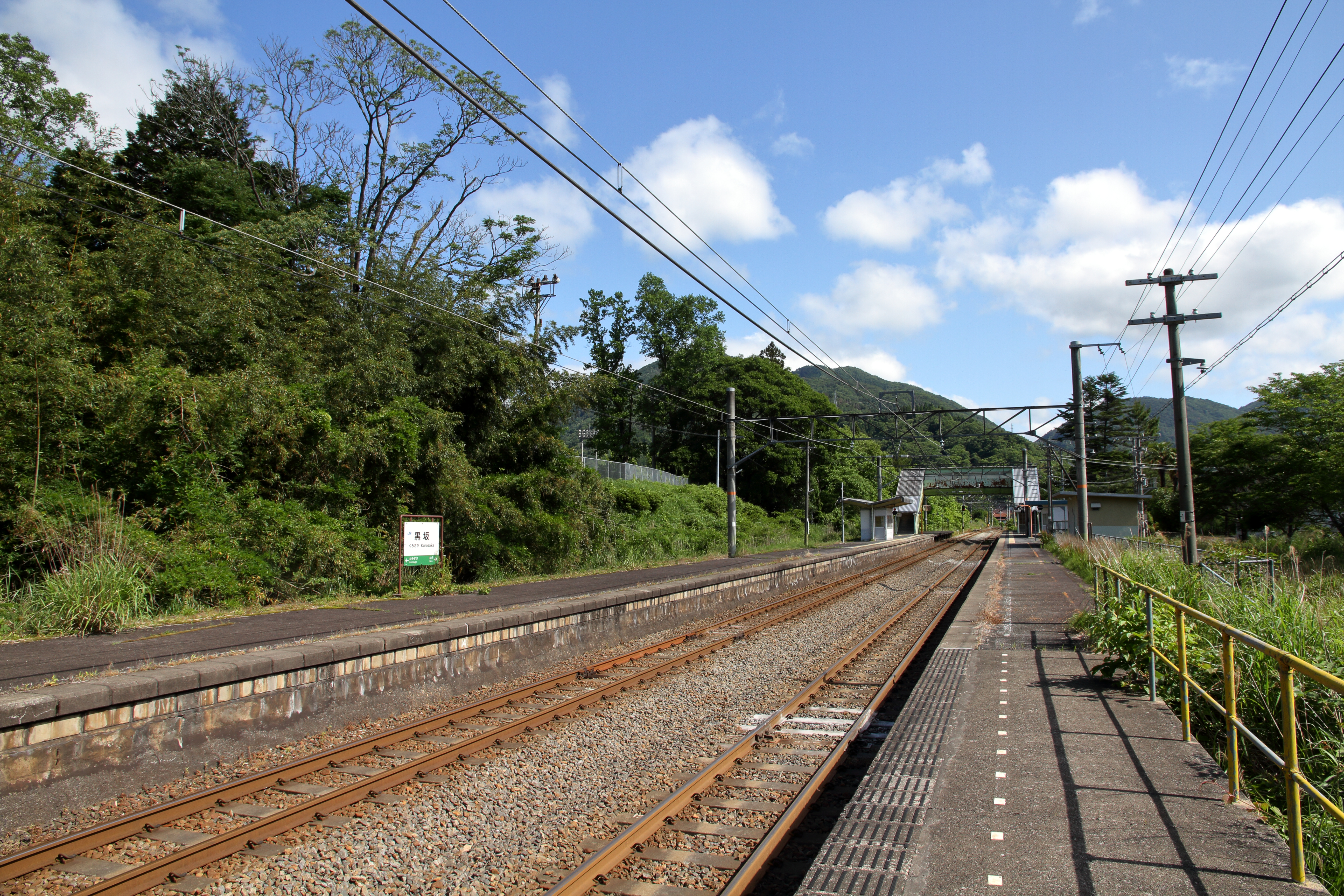
構内（2024年6月）

相対式ホーム2面2線を有する列車交換可能な地上駅。以前は単式・島式ホーム複合型2面3線であったが、島式ホームの駅舎から遠い方の線路は撤去されている。1線スルー化はされていないが、高速通過（100km/h）可能なY字ポイントが整備されている。駅舎は元々単式であった上りホーム側にあり、下りホームへは跨線橋で連絡している。
米子駅管理の無人駅。以前は簡易委託駅であったが付近の高校が移転したため、無人駅化された。自動券売機は無い。以前は乗車駅証明書発行機が駅舎内に設置されていた。便所は改札外に男女別の水洗式。ICOCA等の交通系ICカードは利用不可。

### のりば
| のりば | 路線   | 方向 | 行先           |
| ------ | ------ | ---- | -------------- |
| 1      | 伯備線 | 上り | 新見・岡山方面 |
| 2      | 伯備線 | 下り | 米子方面       |

※2017年3月時点でホームにのりば番号標が整備されており、列車運転指令上の番線番号同様に駅舎側（上り）を1番のりばとしている。

## 利用状況
近年の1日平均乗降人員の推移は以下の通り。 
| 乗降人員推移 | 乗降人員推移 |
| 年度         | 1日平均人数  |
| ------------ | ------------ |
| 2011         | 58           |
| 2012         | 57           |
| 2013         | 57           |
| 2014         | 50           |
| 2015         | 52           |
| 2016         | 60           |
| 2017         | 53           |
| 2018         | 48           |
| 2019         | 46           |
| 2021         | 36           |

## 駅周辺
- 鳥取県立日野高等学校黒坂施設
- 黒坂警察署
- 黒坂郵便局
- 滝山公園（龍王滝・つつじの名所）
- 黒坂城址・不動ガ嶽城址
- 国道180号
- 国道183号

## バス路線
駅前に「黒坂駅前（）」停留所があり、以下へ向かうバスが発着する。
- 日野町営バス
  - 下菅・日野病院・根雨駅前
  - 上菅駅前・生山駅前

## その他
- 2004年（平成16年）6月15日 関口知宏の「列島縦断 鉄道12000キロの旅 〜最長片道切符でゆく42日〜」で当駅で10,000kmを達成した。

## 隣の駅
西日本旅客鉄道（JR西日本）
 伯備線
上菅駅 - 黒坂駅 - 根雨駅